# 오픈베이스
오픈베이스(Openbase)는 대한민국의 IT 서비스 업체로, 네트워킹솔루션,보안솔루션,서버/스토리지 솔루션 및 ITO 사업 등을 영위한다. 계열사로 (주)오픈에스앤에스, (주)나노베이스, (주)데이타솔루션, (주)오픈베이스에듀 등을 두고 있다.
이 중 SI 사업부문은 주로 공공기관을 대상으로 하며 법률, 특허 관련 분야의 데이터베이스 구축 및 정보검색시스템 등을 개발하는데 주력한다.
매출구성은 솔루션 78%, 서비스 22% 등으로 이루어진다.

## 테마주
2012년 대선 때부터 안철수 테마주로 엮여 크게 상승한 일이 있다. 2013~2014년경에는 사물인터넷 관련주 및 빅데이터 관련주로 인식되어, 해당 이슈에 따라 등락하곤 했다.
오픈베이스는 삼성SDS의 협력사로, 삼성SDS가 상장하면 신사업으로 사물인터넷과 빅데이터에 주력할 것이 점쳐짐에 따라 기대감에 오르는 모습을 보이기도 했다.

## 같이 보기
- 과학기술 관련 테마주
- 정치테마주
- 데이타솔루션

## 참고 문헌
1. ↑  다시 활개치는 정치테마주…상당수 '실적 불량', 매일경제 2014.5.5
2. ↑  오픈베이스, 삼성SDS 상장 기대감 .. ↑ - 시원스탁 2014.05.09